# Шеффау-ам-Тенненгебірге
Шеффау-ам-Тенненгебірге —  містечко та громада в австрійській землі Зальцбург. Містечко належить округу Галлайн.